# Campagne d'Arakan (1942–1943)
Théâtre d'Asie du Sud-Est de la Seconde Guerre mondiale
Batailles
Invasion japonaise de la Birmanie :
- Rivière Bilin
- Pont de la Sittang
- Pégou
- Barrage routier de Taukkyan
- Route Yunnan-Birmanie (Tachiao
- Oktwin
- Taungû)
- Shwedaung
- Prome
- Yenangyaung

Opérations en Birmanie (1942-1943) :
- Arakan
- The Hump
- Chindits
- Nord de la Birmanie et ouest du Yunnan

Opérations en Birmanie en 1944 :
- Chindits (2)
- Admin Box
- U-Go (Imphal
- Sangshak
- Court de tennis
- Kohima)
- Myitkyina
- Mogaung
- Mont Song

Opérations en Birmanie (1944-1945) :
- Meiktila et Mandalay
- Pakokku et Irrawaddy
- Colline 170
- Île de Ramree
- Tanlwe Chaung
- Dracula
- Elephant Point
- Coude de la Sittang

La campagne d'Arakan de 1942–43 est la première tentative d'offensive de reconquête alliée de la Birmanie britannique, conquise par les forces japonaises au début de 1942, pendant la Seconde Guerre mondiale. 
L'armée britannique et l'armée indienne britannique n'étaient pas prêtes pour des actions offensives sur le terrain difficile qu'elles rencontraient, et le gouvernement civil, l'industrie et l'infrastructure de transport de l'Inde orientale n'avaient pas été organisés pour soutenir l'armée à la frontière avec la Birmanie. Occupant des positions bien préparées, les défenseurs japonais les repoussèrent à plusieurs reprises, puis, après l'arrivée de renforts, les forcèrent à battre en retraite et contre-attaquèrent.

## Prélude

### Situation en 1942
En mai 1942, les Alliés se retirent de Birmanie, accompagnés de nombreux réfugiés, principalement indiens et anglo-birmans. Malgré l'arrêt de l'avancée japonaise sur le fleuve Chindwin (principalement parce que les fortes pluies de mousson tombées à cet endroit et rendirent impraticables les routes et les pistes à travers la frontière montagneuse entre l'Inde et la Birmanie), les Alliés (en particulier le British India Command) craignaient une nouvelle attaque après la fin de la mousson. Le gouvernement indien et les gouvernements des États des provinces orientales du Bengale, du Bihar et de l'Odisha furent confrontés à un désordre généralisé et à une famine croissante qui finira par devenir la famine désastreuse du Bengale de 1943.
Les Britanniques réorganisèrent leur commandement dans l'est de l'Inde. Le quartier général de l'Eastern Command, sous le lieutenant général Charles Broad, fut stationné à Ranchi dans le Bihar. Ce commandement de l'armée était à l'origine un quartier général administratif en temps de paix pour les dépôts et les unités stationnés dans l'est de l'Inde. Il s'est retrouvé de façon inattendue aux commandes d'une très grande zone de communication arrière et des troupes à la frontière avec la Birmanie, rôles auxquels il ne s'était pas préparé en temps de paix. Ses formations de combat étaient le IVe corps, commandé par le lieutenant général Noel Irwin, à Imphāl à Manipur, et le XVe corps nouvellement formé, commandé à partir du 9 juin 1942 par le lieutenant-général William Slim, avec son quartier général à Barrackpore, près de Calcutta.
Le XVe corps commandait à son tour la 14e division indienne (légère) stationnée autour de Chittagong et faisait face à la province côtière birmane d'Arakan et à la 26e division d'infanterie indienne dans le delta du Gange. La 14e division avait été créée à Quetta au Baloutchistan et était à l'origine destinée à faire partie des forces alliées en Irak et en Perse. Il était entièrement formé et équipé mais manquait de formation, en particulier dans la guerre dans la jungle. La 26e division était encore en formation et était engagée dans la formation et dans les tâches de sécurité intérieure.

### Plans alliés
Le général Archibald Wavell, le commandant en chef en Inde, établissait des plans pour monter des offensives en Birmanie alors même que les troupes alliées se retiraient en Inde. Sur la plupart des parties du front, les routes et autres voies de communication devaient être améliorées ou construites à partir de zéro avant que des attaques puissent être envisagées, une tâche qui prendrait au moins un an, mais sur le front d'Arakan, les distances étaient comparativement courtes et les communications nécessaires pourraient théoriquement être terminées avant la fin de la mousson. En fait, le temps nécessaire pour améliorer les mauvaises routes de la région retarda le début de l'offensive jusqu'à la mi-décembre 1942.
En juillet, le général Broad prit sa retraite et le lieutenant-général Irwin fut nommé pour commander l'Eastern Army. Il informa le lieutenant général Slim que le quartier général de l'armée de l'Est et du XVe corps devait échanger des places pour l'offensive. Le QG de l'armée de l'Est déménagerait à Barrackpur et prendrait le commandement direct de l'offensive d'Arakan, tandis que le QG du XVe corps se déplaçait à Ranchi pour rétablir l'ordre dans le Bihar, et lever et former de nouvelles divisions pour un combat ultérieur en Birmanie.
Le but limité de l'avance britannique à Arakan en 1942 et 1943 était l'île d'Akyab. L'île stratégique abritait un port et un aérodrome, importants dans les plans alliés pour récupérer la Birmanie. Les chasseurs et les avions de transport, opérant dans un rayon de 400 km d'Akyab, pourront ainsi couvrir la majeure partie de la Birmanie centrale, et les bombardiers moyens opérant à partir d'Akyab pourront atteindre Rangoun, la capitale de la Birmanie, à 530 km de là. L'île se trouvait à l'extrémité de la péninsule de Mayu. Cela fut marqué par une chaîne de collines étroite mais escarpée et couverte de jungle, la chaîne de Mayu, qui séparait l'étroite plaine côtière de la fertile vallée rizicole de la rivière Kalapanzin. La seule route établie de manière permanente à travers la chaîne était une voie ferrée désaffectée, convertie en route, qui reliait la ville de Buthidaung au port de Maungdaw sur la côte ouest de la péninsule.
Le plan de Wavell pour capturer Akyab s'appelait opération Cannibal. Il était initialement prévu en septembre 1942 qu'Akyab serait pris par un assaut amphibie lancé par la 29e brigade britannique, tandis que la 14e division indienne montait une avance subsidiaire sur la péninsule de Mayu. La partie amphibie du plan fut abandonnée parce que la 29e brigade (qui jusqu'en novembre 1942 était engagée dans la bataille de Madagascar) et les péniches de débarquement nécessaires ne furent pas disponibles à temps. Au lieu de cela, le plan prévu était d'atteindre Foul Point à l'extrémité sud de la péninsule de Mayu par la 14e division, tandis que la 6e brigade britannique lancerait une attaque à travers le chenal étroit qui séparait l'île Akyab de la péninsule. (À la fin de décembre, cinq Motor Launch, 72 péniches de débarquement et trois bateaux à roues à aubes étaient disponibles.)

## Bataille

### L'avance débute
La 14e division indienne, commandée par le major général Wilfrid Lewis Lloyd (en), commença à avancer vers le sud à partir de Cox's Bazaar, près de la frontière entre l'Inde et la Birmanie, le 17 décembre 1942. Les Japonais défendant le front Arakan étaient la « Miyawaki Force ». Il se composait de deux bataillons du 213e régiment (faisant partie de la 33e division japonaise), d'un bataillon d'artillerie de montagne et de divers détachements d'armes de soutien, commandés par le colonel Kosuke Miyawaki. Bien que l'unité avancée (le deuxième bataillon du 213e régiment, connu sous le nom de « bataillon Isagoda » du nom de son commandant) ait passé cinquante jours à creuser des positions défensives pour couvrir la route Maungdaw-Buthidaung, elle reçut l'ordre de se retirer pour rejoindre le corps principal de la force près de la pointe de la péninsule Mayu. La « division Lloyd » prit la route le 22 décembre.

### L'avance se stabilise
À ce stade, Miyawaki fut informé qu'une autre division, la 55e division japonaise, moins un régiment qui servait dans l'ouest de la Nouvelle-Guinée, avait été envoyée du centre de la Birmanie à Arakan. Le commandant de la division était le lieutenant général Takeshi Koga. Miyawaki reçut l'ordre d'avancer vers Donbaik sur la péninsule Mayu et Rathedaung sur la rive est de la rivière Mayu, pour sécuriser les positions à partir desquelles cette division pourrait opérer. Le 28 décembre, le « bataillon Isagoda » occupa Rathedaung et empêcha la 123e brigade d'infanterie indienne de s'emparer de la ville. Les 9 et 10 janvier, de nouvelles attaques contre Rathedaung furent repoussées.
Alors que la plupart des troupes restantes de Miyawaki occupaient Akyab, une seule compagnie japonaise occupait le front étroit entre la mer et les contreforts du Mayu Range, à 1,6 km au nord de Donbaik, protégé par un chaung (un ruisseau de marée) avec des berges abruptes de 2,70 m de haut. Ils construisirent des bunkers de bois et de terre bien dissimulés et se soutenant mutuellement. Entre le 7 et le 9 janvier 1943, la 47e brigade d'infanterie indienne attaqua cette ligne avant d'être repoussée. Les bunkers ne pouvaient pas être pénétrés par l'artillerie de campagne, et si l'infanterie britannique ou indienne atteignait les bunkers, les défenseurs pouvaient faire appel à l'artillerie et au mortier sur leur propre position.
Wavell et Irwin rendirent visite à Lloyd le 10 janvier. Lloyd demanda des chars pour s'occuper des bunkers, et Irwin démarcha à son tour une seule troupe de chars à la 50e brigade de chars, qui faisait partie du XVe corps de Slim à Ranchi. Slim et le commandant de la brigade (le brigadier George Todd) protestèrent qu'un régiment complet (de 50 chars ou plus) serait nécessaire, mais la demande fut rejetée. Le 1er février, la 55e brigade d'infanterie indienne, appuyée par seulement huit chars Valentine, attaquèrent la position de Donbaik. Certains des chars restèrent coincés dans des fossés, tandis que d'autres furent assommés par des obus japonais ; l'attaque de la brigade a par la suite échoué. Une nouvelle attaque de la 123e brigade indienne sur Rathedaung deux jours plus tard gagna brièvement quelques positions périphériques, mais la brigade fut forcée de se retirer.
Le troisième bataillon du 213e régiment japonais avait été envoyé à Arakan depuis Pakokku en Birmanie centrale, où celle-ci était en réserve, devant la 55e division. En février, le bataillon déploya des détachements de la Force V britannique irrégulière de la vallée du fleuve Kaladan, qui menaça les lignes de communication japonaises. La Force V avertit les Britanniques du grand nombre de Japonais approchant du champ de bataille.

### Dernières attaques britanniques
À la suite de leurs défaites à Donbaik, les 47e et 55e brigades indiennes avaient été déplacées à l'est de la chaîne de Mayu. Dans la première semaine de mars, le troisième bataillon du 213e régiment japonais traversa la rivière Mayu et attaqua la 55e brigade indienne, la forçant à battre en retraite. Cela laissa la 47e brigade indienne isolée au nord de Rathedaung. Malgré cette menace croissante sur le flanc gauche de la 14e division, le général Irwin exigea qu'une autre attaque soit faite sur la position de Donbaik, en utilisant la 6e brigade britannique puissante et bien entraînée.
Le 10 mars, le lieutenant-général Slim avait reçu l’ordre de faire rapport sur la situation à Arakan, bien qu’il n’était pas encore prévu que le quartier général du XVe corps prenne en charge le front. Slim rapporta à Irwin qu'avec autant de brigades à commander, la 14e division indienne était incapable de contrôler le front. Le moral était au plus bas dans certaines unités, ce qui se traduisait par des paniques inutiles. Cependant, Irwin n'apporta aucune modification à ce stade.
Pour le prochain assaut sur Donbaik, Lloyd prévoyait d'utiliser la 71e brigade indienne dans un mouvement de flanc le long de la colonne vertébrale de la chaîne Mayu, mais à ce moment-là, Irwin avait perdu confiance en Lloyd et ses brigadiers, et avait établi le plan d'attaque lui-même. Il détourna la 71e brigade vers la vallée de Mayu et ordonna à la 6e brigade britannique, renforcée à une force de six bataillons, de lancer une attaque sur un front étroit. La brigade a attaqua le 18 mars. Une partie de la 55e division japonaise avait renforcé les défenseurs de Donbaik et, malgré le soutien de l'artillerie lourde, la brigade était également incapable de faire face aux bunkers et subit la perte de 300 hommes. Après cet évènement, Wavell et Irwin ordonnèrent la tenue du terrain déjà pris.

### Contre-attaque japonaise
Le 25 mars, Lloyd ordonna à la 47e brigade indienne isolée de se replier sur la chaîne de Mayu, malgré les instructions d'Irwin de tenir tout le terrain jusqu'à la mousson. Irwin annula l'ordre de Lloyd et le renvoya le 29 mars, prenant le commandement de la 14e division en personne jusqu'à ce que le quartier général de la 26e division indienne, commandée par le major-général Cyril Lomax, puisse prendre le relais.
Le 3 avril, alors que la « Uno Force » (le 143e régiment japonais) se déplaçait vers le nord dans la vallée de la rivière Mayu, le corps principal de la 55e division japonaise (« Tanahashi Force », composée principalement du 112e régiment) traversait le champ de Mayu point où les officiers britanniques avaient considéré le champ de tir comme infranchissable et coupé la piste côtière derrière les principales troupes britanniques. Ils attaquèrent dans la nuit du 5 avril et capturèrent le village d'Indin, où envahirent également le quartier général de la 6e brigade britannique et capturèrent son commandant, le brigadier Ronald Cavendish, son adjudant et six officiers d'état-major. Cavendish, une partie de son état-major et certains de leurs ravisseurs japonais furent tués peu de temps après, probablement par des tirs d'artillerie britannique. (Cavendish avait ordonné aux canons britanniques d'ouvrir le feu sur Indin juste avant d'être envahi.) La 47e brigade indienne furt forcée de battre en retraite à travers la chaîne de Mayu en petits groupes, abandonnant tout son équipement et cessant d'exister comme force de combat.
Le quartier général indien du XVe corps sous le lieutenant général Slim prit tardivement en charge le front d'Arakan. Bien que la 6e brigade britannique soit toujours redoutable malgré ses récentes défaites, Slim craignait que les autres troupes sur le front soient fatiguées et démoralisées. Néanmoins, lui et Lomax prévoyaient une attaque japonaise pour s'emparer de la route Maungdaw-Buthidaung, et concevaient ainsi un plan pour les encercler et de les détruire. Alors que la 6e brigade britannique défendait la plaine côtière, huit bataillons britanniques et indiens furent déployés pour encercler les Japonais à l'approche de la route à un point où deux tunnels traversaient la chaîne de Mayu.
Fin avril, les Japonais attaquèrent vers le nord, comme Slim et Lomax l'avaient prédit. Ils rencontrèrent une forte résistance sur les flancs et avancèrent plutôt au centre. Le 4 mai, alors que Slim s'apprêtait à ordonner l'encerclement des Japonais par deux bataillons indiens, un bataillon britannique défendant une colline appelée Point 551 céda, permettant aux Japonais de couper la route Maungdaw-Buthidaung. Les contre-attaques échouèrent et les troupes britanniques et indiennes de Buthidaung et de la vallée de Kalapanzin furent coupées. Aucune autre route n'existant pour les véhicules à moteur à travers la chaîne de Mayu, ils furent forcés de détruire leur véhicule avant de se retirer au nord dans la vallée.
Irwin ordonna au moins de tenir la ville de Maungdaw, mais Slim et Lomax estimèrent que le port n'était pas préparé pour un siège et que l'artillerie japonaise pourrait dominer le fleuve Naf sur laquelle se trouvaient les infrastructures, empêchant ainsi les renforts et les fournitures d'atteindre le port. Ils craignaient également que les troupes épuisées dont la 26e division indienne avait hérité ne puissent être invoquées pour défendre résolument la position. Le 11 mai, le port fut abandonné et le XVe corps se replia sur Cox's Bazaar en Inde, où le pays ouvert de riziculture donna l'avantage à l'artillerie britannique. Les pluies de mousson s'achevèrent à ce stade (la pluviométrie d'Arakan est d'environ 5 080 mm par an), dissuadant les Japonais de suivre leurs succès.

## Conséquences

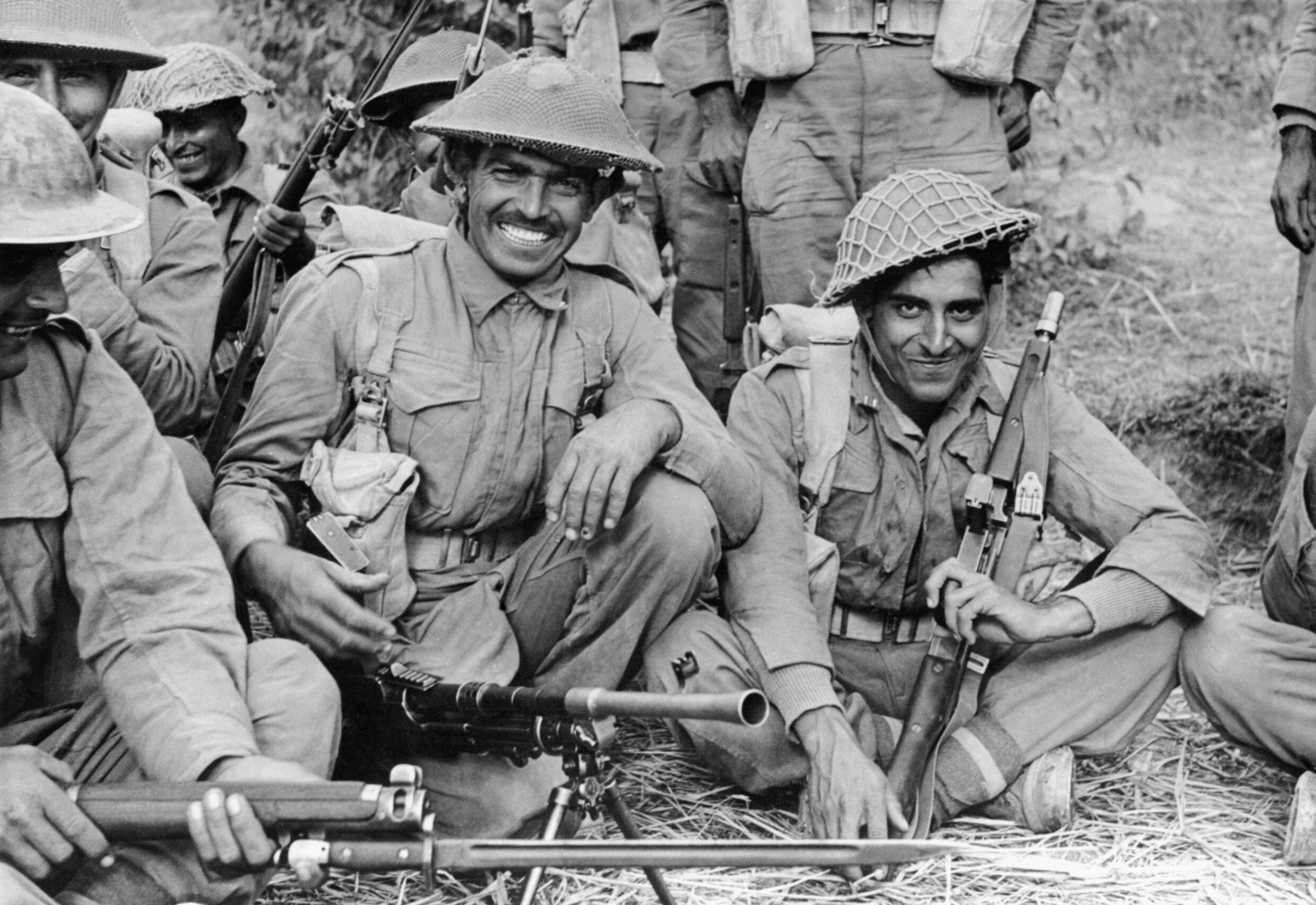
Une section d'infanterie indienne du 2e bataillon, 7e régiment Rajput sur le point d'aller en patrouille sur le front d'Arakan, 1944.

Irwin, Slim et d'autres officiers furent francs sur la cause principale de l'échec de la campagne d'Arakan. Le soldat britannique et indien moyen n'était pas correctement formé pour combattre dans la jungle, ce qui, combiné à des défaites répétées, a nui au moral. Cette situation fut exacerbée par une mauvaise administration dans les régions arrière de l'Inde. Dans certains cas, les renforts envoyés pour remplacer les blessés n'avaient même pas achevés leur formation de base. Il y avait plusieurs facteurs contributifs. À un moment donné, le QG de la 14e division indienne contrôlait pas moins de neuf brigades d'infanterie (au lieu des trois habituelles) et une grande ligne de zone de communication. Le QG n'était pas équipé pour assumer cette énorme responsabilité. La route utilisée comme voie d'approvisionnement était inadéquate et les péniches de débarquement et les petits navires étaient insuffisants.
Le lieutenant général Irwin tenta de renvoyer Slim du commandement du XVe corps, mais fut lui-même relevé du commandement de l'Eastern Army et retourna en Grande-Bretagne en congé maladie. Son remplaçant fut le général George Giffard, un personnage très différent de l'abrasif Irwin. Giffard se concentra sur la restauration du moral de l'armée et l'amélioration de son état de santé et d'entraînement. Le premier raid « Chindits » sous le brigadier Orde Wingate s'acheva à peu près à cette époque, et ses succès furent largement diffusés pour contrer les nouvelles déprimantes de l'État d'Arakan.
Dans le cadre d'un remaniement général des nominations supérieures dans les armées alliées, britanniques et indiennes vers cette époque, Wavell devint vice-roi de l'Inde et le général Claude Auchinleck devint commandant en chef en Inde. L'établissement de l'armée indienne fut réorganisé pour se concentrer sur la lutte contre la campagne de Birmanie, avec succès dans les deux années suivantes.